# 永照寺 (羽島市)
永照寺（えいしょうじ）は岐阜県羽島市福寿町平方にある真宗大谷派の寺院で、山号は光明山。本堂が岐阜県の文化財に指定されている。

## 歴史
天文2年(1533年)、伊勢国桑名郡長島郷の杉江村に照光が光照寺として開創した。
長島一向一揆により兵火に罹ったのを契機として門徒と共に現在地に移転し、寺号を永照寺に改めた。
江戸時代前期に六世住持の等乗が発案した平方勢獅子が始まった。
これは伊勢大神楽の系譜が受け継がれる貴重なものとして岐阜県の無形文化財に指定されている。
ただし、現在この芸能は平方の八幡神社にて奉納されている。
明治6年（1873年）に尾張藩の藩校明倫館の聖堂を買い取り本堂として移築した。
これは天明7年（1787年）に儒教の聖堂として建立されたもので、現在まで聖堂として残る貴重なものであるとして岐阜県の文化財に指定されている。